# میدوی، شهرستان کروکت، تنسی
میدوی (به انگلیسی: Midway) یک منطقهٔ مسکونی در ایالات متحده آمریکا است که در شهرستان کراکت، تنسی واقع شده‌است. میدوی ۱۱۸٫۸۷ متر بالاتر از سطح دریا واقع شده‌است.